# 費薩爾峰

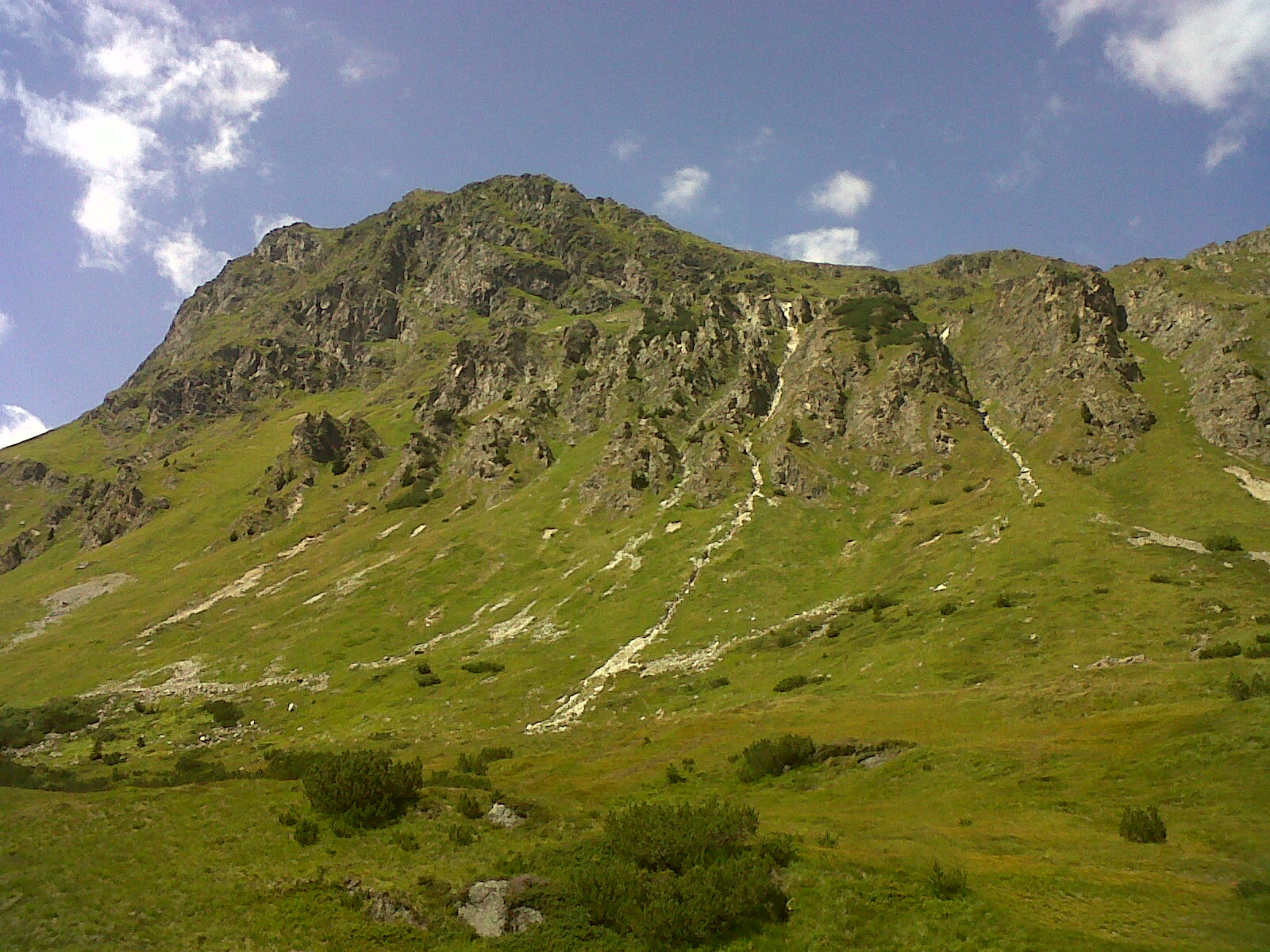

46°58′55″N 10°5′6″E / 46.98194°N 10.08500°E
費薩爾峰（德語：Versalspitze），是奧地利的山峰，位於該國西部，由福拉爾貝格州負責管轄，屬於韋爾瓦爾阿爾卑斯山脈的一部分，處於加舒恩，海拔高度2,462米。